# Леман, Вилли
Вилли Леман (нем. Willy Lehmann; оперативный псевдоним Брайтенбах; 15 марта 1884, окрестности Лейпцига — декабрь 1942, Берлин) — сотрудник гестапо, начальник отдела контрразведки на военно-промышленных предприятиях Германии, гауптштурмфюрер СС и криминальный инспектор. Тайный агент советской разведки с 1929 года, ставший за время почти тринадцатилетнего сотрудничества с ней одним из наиболее ценных.
В гестапо Леман курировал оборонную промышленность и военное строительство Третьего Рейха. Среди переданной Леманом в Москву информации — точная дата и время нападения Германии на СССР, сведения о геополитических планах гитлеровцев, о технических разработках новейших видов оружия, о строительстве подводных лодок и бронеавтомобилей, о ракетной программе Германии, ключ к шифрам гестапо, биографические данные сотрудников германских спецслужб, информация о создании в закрытых химических лабораториях Германии синтетического бензина, искусственного каучука и боевых отравляющих веществ нового поколения, а также другая сверхсекретная информация.
Леман входил в число трёх наиболее высокопоставленных советских агентов в нацистской Германии — наряду с обер-лейтенантом люфтваффе Харро Шульце-Бойзеном (агентурный псевдоним «Старшина») и старшим советником имперского министерства экономики Арвидом Харнаком (агентурный псевдоним «Корсиканец»). Все трое были казнены в Берлине в декабре 1942 года.
В архивах Службы внешней разведки Российской Федерации находится 28 томов документов по делу Лемана-Брайтенбаха. В 2009 году небольшая часть из них была рассекречена. В 2010 году о нём вышла книга писателя и историка спецслужб Теодора Гладкова «Его Величество агент».
Согласно распространённому мнению, Леман мог быть прототипом штандартенфюрера Штирлица. По свидетельству Бориса Эскина, сведения о деятельности Лемана стали для писателя Юлиана Семёнова наиболее ценными при создании литературного образа советского разведчика. Хотя Леман, в отличие от Штирлица, был не кадровым сотрудником советской разведки, а завербованным агентом-источником, по утверждению СВР РФ, он инициативно начал сотрудничество с Москвой на идейной основе.
В 2011 году на телеканале Россия 1 был показан документальный исторический фильм о Лемане «Агент А/201. Наш человек в гестапо» с участием историков, писателей и ветеранов разведки.

## Биография
Вилли Леман родился в Саксонии в семье школьного учителя — чистокровного немца. Учился на столяра, в возрасте 17 лет поступил добровольцем на флот, где прослужил 12 лет. С борта немецкого корабля наблюдал за сражением российского крейсера «Варяг» и японских кораблей в бою у Чемульпо 27 января 1904 года. Под влиянием батального зрелища у Лемана возникли восхищение самопожертвованием и симпатия к российским морякам, что впоследствии стало вероятным мотивом сотрудничества с советской разведкой.
В 1911 году демобилизовался и приехал в Берлин, где вскоре встретил старого друга Эрнста Кура, который к тому времени работал в берлинском полицейском президиуме. По его протекции Леман был принят на работу в отдел по борьбе с организованной преступностью (Крипо), в дальнейшем перешёл в политическую полицию (которая стала впоследствии Гестапо), а через два года (в 1913-м) был принят на работу в отдел полиции по борьбе с шпионажем, который затем возглавил.
После того, как в мае 1918 года в Берлине было открыто Полномочное представительство РСФСР, за его сотрудниками стало вестись наблюдение контрразведывательным отделением Лемана. После переворота 4 ноября 1918 года Вилли Леман стал председателем общего собрания чиновников полиции Берлина.
В 1920 году власти Веймарской республики воссоздали тайную политическую полицию, в которую вернулись Леман и Кур. Леман должен был пройти переаттестацию для дальнейшего повышения по службе, однако из-за приступа диабета экзамен был отложен. Вскоре его назначили исполняющим обязанности начальника канцелярии отделения, которое занималось слежкой за иностранными диппредставительствами, то есть фактически он руководил контрразведывательным отделением полицай-президиума Берлина. В 1927 году на должность начальника был назначен опытный разведчик, и шансы Лемана на дальнейшее продвижение по службе сильно упали. Он выбрал для работы место в картотеке отделения, в которой сосредоточивались все сведения на сотрудников иностранных посольств. «Дядюшка Вилли», как называли его молодые сотрудники, ведал и перепиской отделения, что позволяло Леману быть весьма информированным чиновником.

## Вербовка (1929 год)
«После временного разрыва связи с <советской разведкой> Леман сам восстановил её в 1940 году, прекрасно сознавая, что в случае разоблачения ему грозит не увольнение со службы, не тюрьма, а мучительные пытки в подвалах своего ведомства и неминуемая казнь. Такой судьбой никого и ни за какие деньги не соблазнишь. К тому же, «Брайтенбах» был человеком в годах, без юношеской экзальтации и романтизма, он всё прекрасно понимал и шёл на смертельный риск совершенно осознанно».
За годы службы Леман успел разочароваться в политике существующей в стране власти. Он решил предложить свои услуги советской внешней разведке. В марте 1929 года по его предложению советское полпредство посетил Эрнст Кур — закадычный друг Лемана, бывший полицейский, уволенный за растрату, который к тому времени был безработным, но произвёл впечатление человека сведущего. После беседы с ним сотрудников ОГПУ в советской разведке пришли к выводу, что Кура целесообразно завербовать на материальной основе. Агента А-70 планировалось использовать для сбора сведений о лицах, интересующих советскую разведку, за что ему полагалось ежемесячное вознаграждение в зависимости от качества предоставленной информации.
Однако для выполнения задания СССР Кур должен был обращаться к Леману, которого такое положение дел не очень устраивало. К тому же Кур неразумно тратил деньги, полученные от советской разведки, спуская их на шумных вечеринках в берлинских ресторанах. Опасаясь, что это привлечёт внимание берлинской полиции, а затем выведет и на него самого, Леман решил установить прямой контакт с советской резидентурой. Первым представителем советской разведки, который встретился с Леманом, был служащий консульского отдела Павел Корнель. В ходе первой встречи в кафе Леман рассказал о своих возможностях, об интересе к событиям в мире и пояснил, что его интересуют деньги. Леману, чья информированность в делах политической полиции сомнений не вызывала, по его запросу была предложена сумма в пределах месячного жалованья берлинского полицейского чиновника среднего ранга.
Ко времени начала сотрудничества с советской разведкой Леману исполнилось 45 лет, он обладал ничем не примечательной внешностью, жил в небольшой двухкомнатной квартире в центре Берлина вдвоём с женой Маргарет, детей в семье не было. По-русски Леман не говорил. По службе в тайной полиции Берлина Леман характеризовался как человек солидный, без выдающихся талантов, но со рвением, крепкий профессионал, педантичный, аккуратный и добросовестный, не мздоимец и не кутила, но ценящий достаток и знающий цену деньгам. Расходы его увеличивали два особых фактора: Леман лечился от прогрессирующего диабета и имел давнюю страсть — любовницу, портниху Флорентину Леверски, о чём стало известно советским разведчикам. Те помогали ему финансово и продуктовыми карточками, которые тогда были в ходу в Германии; мнения о том, насколько решающую роль играло материальное стимулирование в сотрудничестве с Леманом, расходятся.
По одной версии, Леман согласился сотрудничать с СССР из-за того, что был убеждённым антифашистом, по другой — за деньги. Ряд немецкоязычных источников придерживаются версии о сотрудничестве Лемана из корыстных побуждений. Косвенно это подтверждается фактом того, что в ГДР имя Лемана, которого продолжали считать гестаповцем, было почти забыто, в то время как именами других бойцов немецкого сопротивления и агентов с неизмеримо меньшими заслугами называли улицы и всячески использовали их в пропагандистских целях. Советские разведчики Александр Коротков и Борис Журавлёв, лично знавшие Лемана, были уверены, что им двигали главным образом идейные мотивы. Беспокойство за судьбу Германии, интерес к событиям на Востоке, желание жить лучше и получать вознаграждение за свои обширные знания по службе назвал мотивом Лемана немецкий учёный, доктор исторических наук Ганс Коппи.
После вербовки Леману был присвоен оперативный индекс А-201. 7 сентября 1929 года глава советской внешней разведки М. А. Трилиссер отправил в берлинскую резидентуру телеграмму: «Ваш новый источник А-201 нас очень заинтересовал. Единственное наше опасение заключается в том, что вы забрались в одно из самых опасных мест, где малейшая неосторожность со стороны А-201 или А-70 может привести к многочисленным бедам. Считаем необходимым проработать вопрос о специальных условиях связи с А-201».

## Разведывательная деятельность
С 1930 года в обязанности Лемана в тайной полиции Берлина вошла разработка персонала Полпредства СССР и борьба с советской экономической разведкой в стране. Передаваемая им советским разведчикам информация позволяла резидентуре ОГПУ быть в курсе планов германской контрразведки, знать о предстоящих облавах на советских агентов и давала возможность избегать провалов. В этот период Леман снабжает советскую разведку сведениями о подспудной политической борьбе в Германии, стремительном изменении обстановки в стране, продвижении к власти нацистов во главе с Гитлером.
Для повышения конспирации в работе с особо важным агентом, советская разведка в начале 1931 года привлекает опытного разведчика-нелегала Карла Силли. Учитывая ненадёжность связи Эрнста Кура, в особенности его маргинальные привычки, склонность к выпивке и развязывающийся в нетрезвом состоянии язык, Кура отстранили от дела, а позднее перевели в Швейцарию, где он на средства советской разведки содержал магазинчик, служивший для связи разведчиков.
После прихода к власти партии Гитлера, в результате мартовских выборов 1933 года в Рейхстаг, Леман по рекомендации Германа Геринга был переведён на работу в гестапо. К тому времени Леман был хорошо знаком со многими видными деятелями НСДАП, перед ним открывались отличные перспективы. В мае 1934 года с одобрения куратора из Москвы Леман вступил в ряды СС, был зачислен в 44-й берлинский штурмовой отряд СС. 30 июня 1934 года Леман, находясь на загородной вилле Геринга, принимал участие или наблюдал за секретной операцией по усмирению лидеров штурмовиков «Ночь длинных ножей». Информация о событиях кровавой ночи, полученная разведчиками от Лемана, была доложена непосредственно Сталину.
В ходе чистки политической полиции от старых, и по мнению нацистов, неблагонадёжных кадров, Леман также попал под подозрение, однако он не занимал руководящих постов в полиции, много лет работал против советских учреждений в Германии (что выгодно характеризовало его в глазах нацистов), имел много положительных характеристик и был весьма уважаем сослуживцами за опыт и спокойный нрав — после всех перестановок он продолжал трудиться в третьем отделении гестапо. Вскоре Леманы переезжают в новую квартиру близ берлинского ипподрома, скачки были одним из излюбленных увлечений Вилли.
Летом 1933 года нелегальную резидентуру, занимавшуюся связями разведки с Леманом, возглавил сотрудник советского полпредства, разведчик-нелегал Эрих Такке. В декабре 1933 года Леман был передан на связь разведчику с опытом работы в США и Франции Василию Зарубину, который специально для этого из Парижа прибыл в Германию в качестве представителя одной из американских кинокомпаний и убедился, что ситуация в Германии изменилась радикально. Именно Зарубин дал Леману новый оперативный псевдоним Брайтенбах. 16 марта 1935 года Гитлер подписал закон о введении всеобщей воинской повинности и образовании вермахта, что означало фактический односторонний выход Германии из ограничений, установленных Версальским договором. В Германии началось бурное военное строительство с прицелом на внешнюю экспансию, — поскольку, согласно нацистской идеологии, немецкому народу, избавленному от внутренних противоречий, для благоденствия необходимы новые территории. В этих обстоятельствах советская разведка стала требовать от Лемана не только устную информацию, но и документы, в частности, ежедневные сводки гестапо.
В 1936 году Леман был переведён в отдел гестапо, занимавшийся вопросами контрразведывательного обеспечения оборонной промышленности и военного строительства. В Германии начали производить танки, пушки, боевые самолёты и корабли. Примерно в это же время начались первые испытания прототипов баллистических ракет (о них в Версальском договоре даже и речи не было), о первых результатах испытаний также была проинформирована Москва. А в конце 1935 года, после того, как Леман присутствовал на испытании первой ракеты Фау-1, он составил подробный отчёт о них и передал советским разведчикам её описание. На основании этих данных 17 декабря 1935 года советской разведкой был представлен доклад Сталину и Ворошилову, бывшему в то время наркомом обороны СССР, о состоянии ракетостроения в Германии.
Среди прочей информации, переданной Леманом, были данные о строительстве подводных лодок, о бронеавтомобилях, сведения о выпуске новых противогазов и производстве синтетического бензина. Передавались и сведения о развитии и укреплении нацистского режима, о приготовлениях к установлению мирового господства, о наращивании военного потенциала и новейших технических разработках, о структуре германских спецслужб, их кадровом составе, методах работы. Также всё это время Леман продолжал информировать советскую резидентуру о контрразведывательной деятельности гестапо, что позволяло советским разведчикам избегать провалов.
Согласно мемуарам Павла Судоплатова, Леман передал советской стороне важные сведения о внедрении агентуры гестапо в коммунистическое подполье и в русские белоэмигрантские круги.
Исключительная важность информации, получаемой от Лемана, вынуждала ОГПУ постоянно усиливать меры его конспирации и безопасности по связи с ним. Для него и жены были приготовлены паспорта на чужое имя, разработана подробная схема выезда из Германии в случае провала. После ухудшения состояния здоровья Лемана Зарубину было поручено передать тому крупную сумму денег на лечение у лучших профессоров Германии в клинике Шарите. Увлечение Лемана бегами позволило создать убедительную легенду выигрыша солидной суммы денег, достаточной для лечения, что позволило предотвратить дальнейшее развитие болезни почек и диабета.
Однако в 1936 году Леман был вызван на допрос в гестапо, где интересовались его связями в советском торговом представительстве. Оказалось, что речь шла об однофамильце, другом Вильгельме Лемане, которого любовница на почве ревности оклеветала как советского шпиона. После её ареста и допроса подозрения с настоящего советского агента были сняты. На новый 1937 год в числе четырёх лучших работников гестапо Вилли Леман получил портрет Адольфа Гитлера с автографом в серебряной рамке (ордена в Германии тогда по условиям Версальского договора не существовали). Весной 1937 года Леман вступил в нацистскую партию НСДАП.
В 1936 году Лемана назначили начальником отдела контрразведки на военно-промышленных предприятиях Германии. Вместе с группами офицеров он стал регулярно посещать секретные военные заводы. Вскоре в советскую резидентуру были переданы сведения о закладке на верфях более 70 подводных лодок, о постановке на конвейер цельнометаллических истребителей, о строительстве нового завода по производству боевых нервно-паралитических отравляющих веществ, была передана копия секретной инструкции, касающейся 14 видов новейшего германского вооружения. Особую ценность для Москвы представляла копия совершенно секретного доклада «Об организации национальной обороны Германии». Леманом были переданы описания демонстрировавшихся новых типов самоходных артиллерийских орудий, бронетехники, огнемётных танков, миномётов, в том числе дальнобойных орудий, а также бронебойных пуль, специальных гранат и твердотопливных ракет для газовых атак. Леман первым предупредил Москву о начале работ по созданию жидкостных ракет дальнего действия под руководством Вернера фон Брауна, сообщил о точном расположении пяти секретных полигонов, где испытывалось новое оружие.

## Проблемы со связью и сигнал о начале войны
Несмотря на всю важность информации, передаваемой Леманом, позволявшей советскому руководству адекватно оценивать боевую мощь вермахта, в 1937 году сотрудничество Зарубина с агентом осложнилось. Попавший в Германии под пристальное наблюдение Зарубин вынужден был ограничить контакты с Леманом, а вскоре по приказу из Москвы выехал в США, откуда привёз в Берлин для связи с Брайтенбахом помощницу, молодую американскую журналистку антифашистских взглядов Люси Джейн Букер. Её умение пользоваться самой современной на тот момент фотографической техникой помогло Леману в изготовлении фотокопий секретных документов. В этот период Леман смог раздобыть оригиналы нескольких незашифрованных сообщений гестапо и их же зашифрованный текст, что дало возможность Москве, сопоставив документы, получить дешифровальный ключ гестапо. Леман передал в Москву ключ к шифрам гестапо, используемым в телеграфных («Ферншпрух») и радиосообщениях («Функшпрух») для связи со своими территориальными и закордонными сотрудниками.
В 1937 году в СССР начались масштабные репрессии, в ходе которых две трети сотрудников внешней разведки были уничтожены. Зарубин был вызван в Москву, и хотя ему удалось избежать репрессий, в Берлин он больше не вернулся. Связь с Леманом продолжал поддерживать срочно переведённый весной 1937 года в Берлин из Парижа сотрудник советской разведки Александр Агаянц. Для работы с огромным потоком информации, исходящей от Лемана, Агаянц привлёк нелегала Александра Короткова. В этот период сообщения от Лемана передавались к Люси Букер, которая затем как бы случайно пересекалась в городе с женой Короткова Марией Вильковысской, а от неё через самого Короткова информация отправлялась в Москву. В это время Леман направил в Москву подробные сведения о структуре и кадровом составе IV управления РСХА (главного управления имперской безопасности), его операциях, деятельности гестапо и абвера (военной разведки), планах и намерениях Гитлера в отношении соседних стран.
Оставшись без опытного куратора Зарубина, Леман действовал во многом на свой страх и риск, добывая сведения, которые, по его мнению, могли представлять интерес для советской разведки. В одном из сообщений в Центр он писал: 

У меня нет никакого повода для беспокойства. Я уверен, что друзья знают, что здесь всё делается добросовестно, всё, что можно сделать. Пока в приезде ко мне нет особой срочности. Если понадобится, я сообщу.
В то время Гитлер готовил аншлюс Австрии, вскоре последовал «Мюнхенский сговор», Леман располагал совершенно секретной информацией, но не получал со стороны СССР должной поддержки и помощи. В декабре 1938 года состоялась последняя встреча Агаянца с Леманом, вскоре после неё советский разведчик был госпитализирован в Берлине и скончался во время операции. В начале 1939 года из-за ухудшения отношений Германии с США вернулась на родину Люси Букер. В самой последней шифровке перед её отъездом за океан Леман информировал Москву об усиленной подготовке Германией нападения на Польшу, что было доложено в Москве наркому Берии, курирующему внешнюю разведку, 19 апреля 1939 года, за 5 месяцев до советско-германского пакта о ненападении. Перед предстоящей военной кампанией Германия проводила зачистку от иностранных шпионов. Опасаясь ареста, вынужден был покинуть Берлин и нелегал Коротков, после чего Брайтенбах остался без связи. А в это время Германия уже захватила Польшу, уверенно превращала вермахт в мощнейшую армию мира, и через руки Лемана проходила масса важнейшей информации.
К тому времени сотрудничество Лемана с СССР носило уже во многом идейный характер, так как материально он был обеспечен: его жена получила в наследство гостиницу, приносящую неплохой доход, а доступ к секретной информации позволял увидеть подготовку к мировой войне, что абсолютно не устраивало Лемана. Он не знал об обстановке в СССР, не знал о репрессиях, и по видимому, решил, что власти СССР поверили в пакт Молотова — Риббентропа. Это привело к тому, что в июне 1940 года Леман решился на беспрецедентный и чрезвычайно опасный шаг: он опустил в почтовый ящик советского полпредства письмо, адресованное военному атташе или его заместителю. В письме Леман предлагал немедленно восстановить с ним оперативную связь. 

Я нахожусь на той же должности, которая хорошо известна в Центре, и думаю, что я опять в состоянии работать так, что мои шефы будут довольны мной… Если я не получу никакого ответа, то буду считать, что я не представляю теперь никакой ценности и меня не используют на работе. Моя дальнейшая работа в гестапо также потеряет тогда всякий смысл…
Письмо было передано полпредством в Москву, где с ним ознакомился заместитель начальника 5-го отдела (закордонная разведка) НКВД Павел Судоплатов, а подтвердил личность автора чудом уцелевший после репрессий в центральном аппарате Василий Зарубин. Однако связи не было до сентября 1940 года, когда с Леманом уже в воюющей Германии встретился вновь направленный в Берлин под видом электротехника советского выставочного павильона заместитель резидента НКВД Александр Коротков. Начался новый этап в разведдеятельности Лемана, который в это время по линии гестапо ежедневно плотно работал с начальником контрразведки в IV управлении РСХА Шелленбергом.
К этому времени положение и обязанности Лемана в гестапо были столь обширны, что ему не требовалось даже иных заданий по получению информации. 9 сентября 1940 года в берлинскую резидентуру поступило указание лично от наркома Берия: 

Никаких специальных заданий Брайтенбаху давать не следует. Нужно брать пока всё, что находится в непосредственных его возможностях, и, кроме того, всё, что он будет знать о работе различных разведок против СССР, в виде документов и личных докладов источника
Среди материалов, раздобытых Леманом после восстановления связи, было большое число документов, свидетельствовавших о том, что Германия начала подготовку к войне против СССР. В этот период Брайтенбах передал в Москву информацию о позиционных районах строительства укреплений вдоль границы с СССР, о действиях подразделений абвера на советском направлении, сведения о контингенте и деятельности школ по подготовке разведчиков для заброса в СССР. 5 апреля 1941 года Брайтенбах сообщил о намеченном вторжении войск Германии в Югославию. Подготовленное благодаря своевременно поступившей в Белград информации сопротивление на Балканах отодвинуло сроки нападения Германии на Советский Союз.
Новым связным агента Брайтенбаха в этот период стал молодой сотрудник Иностранного отдела НКВД Борис Николаевич Журавлёв, незадолго до этого окончивший Школу особого назначения НКВД. Местом встречи обычно была пивная. Нередко секретные документы Леман зашивал в подкладку шляпы, приходил в пивную, где связник ожидал его в похожей шляпе, после чего происходил обмен шляпами. Получив от Лемана материалы, Журавлёв фотографировал их и возвращал до выхода Лемана на службу на следующий день. На встрече 28 мая 1941 года агент проинформировал Журавлёва, что ему приказано срочно составить график круглосуточного дежурства сотрудников его подразделения в гестапо, что означало наступление чрезвычайных обстоятельств.
17 июня 1941 года в Москве Сталину была доложена сводная информация о том, что «война может начаться в любое время», поступившая из Берлина от двух других высокопоставленных источников, действовавших отдельно от Лемана, — Харро Шульце-Бойзена и Арвида Харнака. На донесении Сталин наложил резолюцию: «Товарищу Меркулову. Можете послать ваш „источник“ из штаба германской авиации к ёб-ной матери. Это не „источник“, а дезинформатор. И. Ст.».
Последняя встреча связника Б. Н. Журавлёва с Леманом состоялась вечером 19 июня 1941 года в пивной возле берлинской радиобашни. Согласно документальному видеоинтервью Б. Н. Журавлёва, записанному в 1988 году в КГБ СССР, на встрече Брайтенбах выглядел крайне взволнованным и на лице его была написана тревога. Леман сразу сообщил связнику о том, что в гестапо поступил текст секретного приказа Гитлера немецким войскам, размещённым вдоль советской границы. В нём предписывалось начать военные действия против СССР после 3 часов утра 22 июня. Встреча связника с Леманом оказалась короткой, поскольку дальше обсуждать было нечего, и Журавлёв прямиком направился в советское посольство, откуда немедленно в Центр ушла шифротелеграмма. Вскоре из Москвы поступил ответ, по словам Журавлёва, в нём было написано: «Не собирайте бабушкины сказки!». В 2009—2010 годах Служба внешней разведки РФ официально подтвердила подлинность описываемых связником событий.
После начала войны связь советских спецслужб с Леманом была потеряна окончательно.
Помимо Лемана у советской разведки перед войной было ещё несколько менее значимых агентов в Берлине. В ходе войны связь ни с кем из них не была восстановлена, и Центр не располагал информацией, что с ними вообще произошло. Мощные рации, которые последний оперативник резидентуры Александр Коротков оставил берлинским агентам, всё же не позволяли им связаться непосредственно с Москвой, а были рассчитаны на промежуточную станцию в Минске, однако белорусская столица была оккупирована германскими войсками до июля 1944 года.

## Провал и гибель
По словам вдовы Лемана Маргарет, однажды декабрьским утром 1942 года Вилли, как обычно, ушёл на работу и домой больше не вернулся. Никаких объяснений исчезновению на службе мужа тогда ей получить не удалось. Однако позже один из сослуживцев сообщил ей, что Леман был расстрелян гестаповцами. Обо всём этом Маргарет в июле 1945 года рассказала резиденту советской разведки в Берлине Александру Короткову, навестившему её дома по Пренцлауераллее, 137.
Сразу после Победы в НКВД стали выяснять судьбу предвоенных источников и агентов. В руинах штаб-квартиры гестапо на Принц-Альбрехтштрассе, 8 были обнаружены документы, где говорилось, что Вилли Леман был арестован гестапо в декабре 1942 года. Причины ареста указаны не были. В Москве установили, что казнённый сотрудник гестапо Вилли Леман был агентом НКВД Брайтенбахом. Время событий совпадает с казнью 22 декабря 1942 года руководителей антифашистского подполья в Берлине Харро Шульце-Бойзена, его жены Либертас и Арвида Харнака.
Позднее советским спецслужбам удалось восстановить причину провала Лемана. Она заключалась в неудачной попытке возобновить контакт с ним по ходу войны и провале радиста.
В мае 1942 года в партизанский отряд в лесах между Брянском и Гомелем вместе с товарищем был заброшен агент советской разведки Бек (немецкий коммунист Роберт Барт, добровольно сдавшийся в советский плен). Цель состояла в том, чтобы установить связь с агентами, разрозненными группами сопротивления фашизму и подпольщиками в Германии. Через Минск оба перешли линию фронта и прибыли в Берлин под видом возвратившихся с передовой немецких солдат. Однако гестапо в конце августа удалось арестовать обоих. Не выдержав допроса, Бек согласился участвовать в радиоигре с Москвой, вследствие чего 11 декабря 1942 года из Центра обманным путём были получены пароль и условия явки. Лемана удалось выманить на подстроенную «встречу», где он ожидал увидеть советского агента, чем и разоблачил себя. Операцию по его захвату и ликвидации проводили в строгом секрете Гиммлер, Мюллер и Кальтенбруннер. Они не стали докладывать Гитлеру о том, что в гестапо уже долгие годы работал советский агент.
После войны из показаний, данных американским следователям сотрудником гестапо, гауптштурмфюрером СС Хорстом Копковым выяснилось, что Лемана доставили не во внутреннюю тюрьму гестапо, поскольку там он был хорошо известен, а в общую тюрьму Плётцензее, где допрашивали около двух недель. Протоколы допроса Лемана так и не были обнаружены. Вероятно, из-за опасений огласки крупнейшего провала гестапо даже формального судебного процесса над Леманом не проводилось. Гестаповец Хорст Копков на допросе американцам признался, что присутствовал при кремации тела Лемана в концлагере Заксенхаузен, из чего писатель Теодор Гладков сделал вывод, что он лично, по всей видимости, и расстрелял Лемана. Точная дата смерти Лемана и место его захоронения неизвестны.
В январе 1943 года в служебном вестнике гестапо было опубликовано извещение: «Криминальный инспектор Вилли Леман в декабре 1942 года отдал свою жизнь за Фюрера и Рейх».
После окончания войны Роберт Барт вновь добровольно сдался представителям Красной Армии и настаивал, что в ходе радиоигры передал сигнал о работе под контролем и дезинформации в сообщениях. Однако то ли он этого не делал, то ли ошибся кто-то из техников при приёме радиограммы на советской стороне, но сигнал о дезинформации не был понят, что и погубило Лемана. В СССР Барт был обвинён в предательстве, осуждён и в 1945 году расстрелян.

## Память
В трудное послевоенное время вдову Лемана Маргарет КГБ СССР поддерживал материально. В декабре 1969 года, когда в СССР по инициативе КГБ приступили к съёмкам телесериала «Семнадцать мгновений весны» о советском разведчике-нелегале Исаеве-Штирлице, ряд немецких антифашистов (в том числе и посмертно) были награждены советскими орденами, однако Лемана по настоянию властей ГДР вычеркнули из наградного списка как гестаповца. Тем не менее представители внешней разведки СССР вручили его вдове в Берлине наручные золотые часы с надписью «На память от советских друзей», тогда Маргарет и узнала, кем в действительности был её муж.
О том, что в центральном аппарате гестапо в Берлине работал советский шпион «дядюшка Вилли», впервые рассказал в своих мемуарах «Лабиринт», написанных в 1950—1952 годах и опубликованных в 1956 году, начальник внешней разведки службы безопасности рейха Вальтер Шелленберг, который, однако, не знал о подлинных масштабах и деталях деятельности Лемана. Официальная информация о советском агенте Брайтенбахе, 12 лет передававшем важнейшую информацию из центра немецкой контрразведки, оставалась засекреченной долгие годы. В 1998 году о Лемане, как прототипе Штирлица, было рассказано писателем и историком спецслужб Теодором Гладковым в документальном фильме «Новейшая история. Семнадцать мгновений весны 25 лет спустя». В 1999 году были рассекречены 12 томов дела Лемана. В 2009 году рассекречены новые архивные материалы, всего в архивах СВР находится 28 томов документов по делу Брайтенбаха. В том же году в журнале «Шпигель» была опубликована статья «Stalins Mann in der Gestapo» («Человек Сталина в гестапо»), основанная на рассекреченных в России сведениях и публикациях близкого к КГБ СССР и Службе внешней разведки РФ Теодора Гладкова. В 2010 году о том, что сведения о деятельности Лемана стали для Юлиана Семёнова наиболее ценными при создании образа Штирлица, свидетельствовал в своих мемуарах писатель, друг и собеседник Ю. С. Семёнова Борис Эскин. В 2011 году на телеканале Россия 1 был показан документальный исторический фильм о Лемане «Агент А/201. Наш человек в гестапо» с участием историков, писателей, ветеранов разведки и ведущего Юрия Соломина. В аннотации фильма на сайте телеканала утверждается: «У Штирлица, героя Юлиана Семенова, был реальный прототип: гауптштурмфюрер СС Вилли Леман, шеф реферата общей контрразведки гестапо».

### Видео
- НТВ, 23 июня 2009. Настоящий Штирлиц
- Звезда, 23 июня 2009. Рассекречен прототип Штирлица